# Tàu chiến đấu ven biển
Tàu chiến đấu ven biển (tiếng Anh: Littoral combat ship, viết tắt là LCS) là một loại tàu chiến nổi tương đối nhỏ đang được Hải quân Mỹ phát triển để thực hiện nhiệm vụ tại những vùng nước nông ven biển ngăn chặn địch tiếp cận bờ biển. Chiếc tàu chiến đấu ven biển đầu tiên được đưa vào biên chế từ ngày 8 tháng 11 năm 2008 là USS Freedom (LCS-1). Tuy nhiên, trước đó, từ năm 2003, Mỹ đã có Sea Fighter (FSF-1) để thử nghiệm.
Tàu chiến đấu ven biển được thiết kế với quan điểm là tàu khu trục với các đặc điểm sau:
- Nhỏ, nhanh, linh hoạt;
- Dựa trên các module có thể thay thế;
- Không đắt;
- Đa nhiệm; chống ngầm, quét ngư lôi, trinh sát, giao chiến trên mặt nước, chống chiến tranh phi đối xứng, hỗ trợ các nhiệm vụ đặc biệt cũng như hậu cần;
- Có khả năng tàng hình;
- Kết nối với hệ thống.

Hiện tại, Hải quân Mỹ đã có hai lớp tàu chiến đấu ven biển là Freedom và Independence.

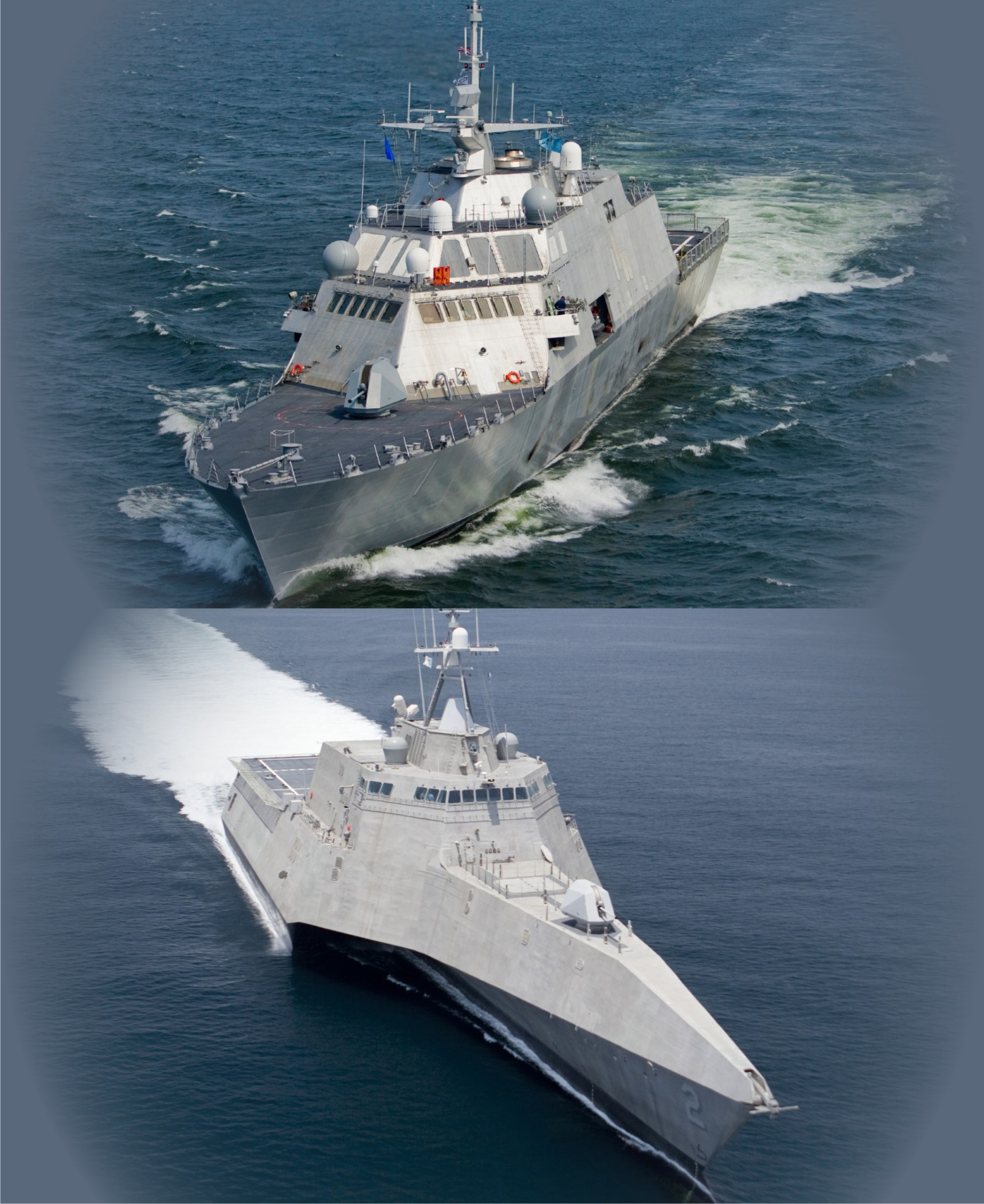
- USS Freedom (LCS-1) - tàu chiến đấu ven biển đầu tiên của Hải quân Mỹ (trên).
- Tàu chiến đấu ven biển USS Independence LCS-2 được thiết kế dạng 3 thân (dưới).

Lớp Freedom gồm các tàu:
- USS Freedom (LCS-1)
- USS Fort Worth (LCS-3)
- USS Milwaukee (LCS-5)
- USS Detroit (LCS-7)
- USS Little Rock (LCS-9)
- USS Sioux City (LCS-11)

Còn lớp Independence gồm các tàu:
- USS Independence (LCS-2)
- USS Coronado (LCS-4)
- USS Jackson (LCS-6)
- USS Montgomery (LCS-8)
- USS Gabrielle Giffords (LCS-10)
- USS Omaha (LCS-12)